# ایت خلیلی
آیت خلیلی (به عربی: أیت خلیلی) یک شهرداری در الجزایر است که در استان تیزی وزو واقع شده‌است.